# Citrus medica var. sarcodactylus

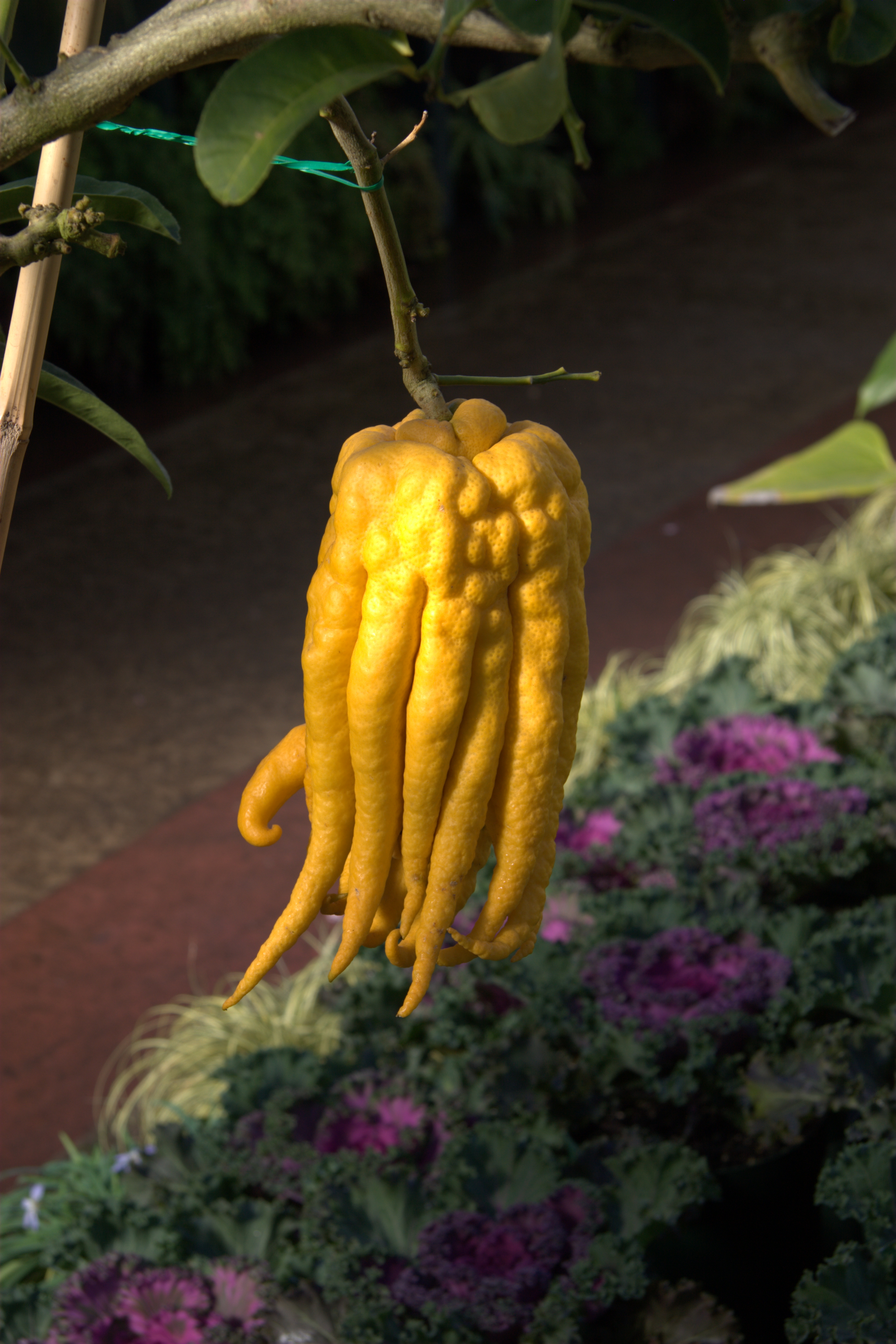
Citrus medica var. sarcodactylus

Citrus medica var. sarcodactylus è una varietà di Citrus medica, nota con il nome comune di mano di Budda.
La tipica forma del frutto si origina nella fase precoce di partizione dei suoi spicchi, laddove ogni spicchio non tende a svilupparsi omogeneamente insieme agli altri, bensì come unità a sé stante. Ne consegue una forma non sferica del frutto, ma frastagliata e divisa in varie escrescenze.
Sulla base di questa sua forma, che richiama lontanamente quella di una mano umana, gli orientali hanno attribuito al frutto il nome con cui esso è comunemente noto.
L'anomalia è stata spesso geneticamente favorita per aumentare la porzione di frutto composta da sola buccia, cioè l'unica parte del frutto industrialmente utilizzabile, tuttavia con esiti deludenti.

## Caratteristiche
La "mano di Budda" (Buddha's hand o fingered citron) è una varietà di cedro profumato il cui frutto è segmentato in diverse sezioni. Questa particolare varietà di cedro è dovuta ad una mutazione genetica.
Il cedro cresce su un piccolo albero con lunghi rami irregolari coperti di spine. Le sue grandi e verdi foglie oblunghe sono pallide e crescono fino a circa 10/15 centimetri. I suoi fiori sono di colore bianco violaceo dall'esterno e crescono in grappoli profumati e molto eleganti.
Il frutto ha una buccia spessa e rugosa o bitorzoluta e contiene solo un'eventuale piccola quantità di polpa acida, ed è spesso senza semi. È molto profumato e viene utilizzato prevalentemente dai cinesi e giapponesi per profumare le camere e gli oggetti personali come l'abbigliamento.
La buccia del frutto può essere candita. Nella cucina occidentale, è spesso utilizzato per la sua bellezza come ornamento per diversi piatti. Il midollo interno bianco non è amaro, come solito negli agrumi, ma dolciastro e leggermente zuccherato, così le dita possono essere tagliate longitudinalmente e poi a fette, e utilizzate nelle insalate o sparsi su cibi cotti come il pesce, o anche sul gelato, specialmente su quelli al limone o alla vaniglia.